# Horst Hörnlein

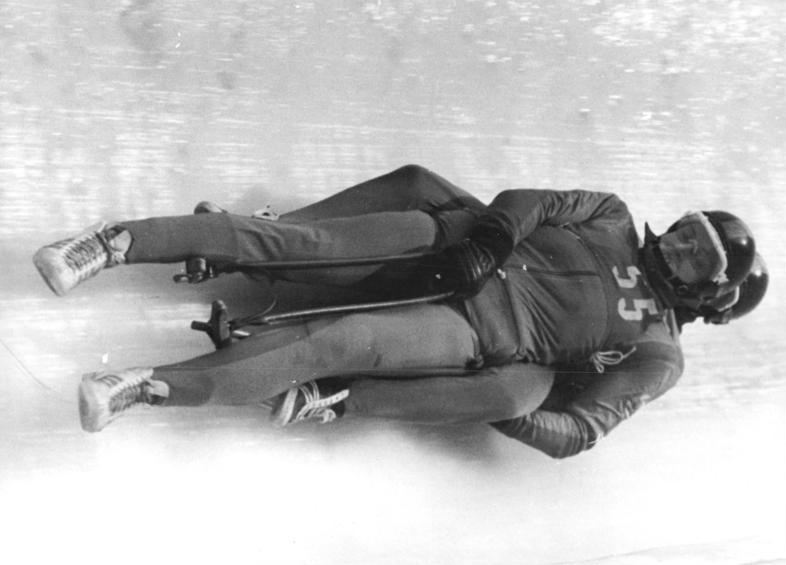
Hörnlein (vorn) und Bredow bei den DDR-Meisterschaften 1971 in Oberhof

Horst Hörnlein (* 31. Mai 1945 in Möhrenbach) ist ein ehemaliger deutscher Rennrodler, der für die DDR startete.

## Karriere
1967 wurde Hörnlein bei der Weltmeisterschaft in Hammarstrand in Schweden disqualifiziert, weil er die Kufen seines Schlittens erhitzt und damit bessere Gleitfähigkeit erzielt hatte. In seiner Karriere war er sowohl im Ein-  als auch im Doppelsitzer erfolgreich. Im Einsitzer wurde er 1971 Europameister und im Doppelsitzer gewann er zusammen mit Reinhard Bredow bei den Olympischen Spielen 1972 in Sapporo die Goldmedaille. Er hatte bereits ein Jahr zuvor bei den vorolympischen Wettkämpfen mit Bredow am 13. Februar 1971 gesiegt.
Außerdem wurde er mit Bredow 1969 Vizeweltmeister, 1970 Europameister und 1973 Weltmeister im Doppelsitzer. Nach seiner Laufbahn wurde Hörnlein Trainer und war mit dem Aufbau des Bobsports in der DDR befasst. Später war er unter anderem vom Bobweltverband damit beauftragt, die kleineren Bobnationen näher an die Weltspitze heranzuführen. So trainierte er Anfang der 1990er Jahre die britischen Bobfahrer um Sean Olsson.
Hörnlein wurde 1984 mit dem Vaterländischen Verdienstorden in Gold sowie 1972 und 1988 in Silber ausgezeichnet.